# Хајнрих Ман
Луиз Хајнрих Ман (Слободни град Либек, 27. март 1871 — 11. март 1950), најпознатији једноставно као Хајнрих Ман, био је немачки писац познат по својим друштвено-политичким романима. Од 1930. до 1933. године био је председник одељења за лепу поезију Пруске академије уметности. Његова жестока критика растућег фашизма и нацизма приморала га је да побегне из Немачке након што су нацисти дошли на власт током 1933. године. Био је старији брат писца Томаса Мана.

## Рани живот
Рођен у Либеку, као најстарије дете сенатора Томаса Јохана Хајнриха Мана, трговца житом и министра финансија Слободног града Либека, државе Немачког царства, и Јулије да Силве Брунс. Био је старији брат писца Томаса Мана са којим је имао доживотно ривалство. Породица Ман је била богата породица трговаца житом из ханзеатског града Либека. Након очеве смрти, мајка је преселила породицу у Минхен, где је Хајнрих започео каријеру као слободни писац (freier Schriftsteller). Године 1914. оженио се чешком глумицом Маријом „Мими“ Кановом. Развели су се 1930. године. Мими, будући да је била Јеврејка, умрла је од последица петогодишњег заточеништва у концентрационом логору Терезијенштат.

## Рад и изгнанство
Манов есеј о Емилу Золи и роман „Предмет“ (објављен током година 1912–1918) донели су му велико поштовање током Вајмарске републике у левичарским круговима, јер су демонстрирали ауторов антиратни и дефетистички став током Првог светског рата, а пошто је овај други сатиризовао немачко царско друштво; и роман и есеј постали су главни импулс за Томаса Мана да напише „Размишљања неполитичког човека“, дело које подржава напоре Немачког царства у рату и осуђује Хајнриха као једног од „књижевника цивилизације“ (Zivilisationsliteraten), писаца који су служили Западу у његовој борби против немачке „културе“; касније је Томас назвао роман примером „националне клевете“ и „немилосрдног суровог естетицизма“, док је роман имао поштоваоце попут Курта Тухолског. Током револуције, Хајнрих је постао главни присталица Курта Ајзнера, социјалдемократског револуционара који је прогласио Баварску социјалистичком републиком; након Ајзнеровог убиства од стране крајње десничарског активисте, Ман је говорио на Ајзнеровој сахрани.
Касније, 1930. године, његова књига „Професор Унрат“ је слободно адаптирана у филм „Плави анђео“ (Der Blaue Engel). Сценарио је написао Карл Цукмајер, а режирао је Јозеф фон Штернберг. Ман је желео да његова љубавница, глумица Труде Хестерберг, игра главну женску улогу као „глумица“ Лола Лола (која се у роману зове Роза Фрелих), али је улогу добила Марлен Дитрих, њена прва звучна улога. Филм јој је помогао да постигне пробој, укључујући и у Холивуду, и постала је икона у историји филма.
Заједно са Албертом Ајнштајном и другим познатим личностима током 1932. године, Ман је био потписник „Хитног позива на јединство“, тражећи од бирача да одбаце нацисте. Ајнштајн и Ман су претходно, током 1931. године, заједно написали писмо у којем су осудили убиство хрватског научника Милана Шуфлаја.
Ман је постао непожељна особа у нацистичкој Немачкој и отишао је чак и пре пожара Рајхстага 1933. године. Отишао је у Француску где је живео у Паризу и Ници. Током немачке окупације, стигао је до Марсеја, где му је Варијан Фрај у септембру 1940. помогао да побегне у Шпанију. Уз помоћ Јустуса Розенберга, он и његова супруга Нели Крегер, његов нећак Голо Ман, Алма Малер и Франц Верфел пешачили су шест сати преко границе у Портбоу. Након доласка у Португал, група је боравила у Есторилу, у Grande Hotel D'Itália, између 18. септембра и 4. октобра 1940. године. Четвртог октобра 1940. године укрцали су се на брод СС Неа Хелас, који је пловио ка Њујорку.
Затим је живео сиромашан и болестан у Лос Анђелесу, издржаван од стране брата Томаса, који је живео у Пацифик Палисејдсу (кућа Томаса Мана). Однос између два брата је увек био тежак, јер је Томас био успешнији, добио је Нобелову награду за књижевност 1929. године, имао је богату жену, а браћа су се знатно политички разликовала. Хајнрих се представљао као социјалистички револуционар, док је Томас, можда управо због тога, барем у млађим годинама, себи дао конзервативни имиџ. Такође су имали мало цењења за међусобно веома различите стилове писања и теме. Док је Хајнрих сматран женскарошем и љубитељем жена из ниже класе, Томас је ценио углед и презирао је стални низ љубавница и проститутки свог брата, које је Хајнрих прилично отворено описао у неким својим романима и кратким причама, али је истовремено био фасциниран младићима. Године 1911, Хајнрих је пратио свог брата и снају у Венецију, где су одсели у Гранд Хотелу де Бен на венецијанском Лиду. Тамо је био сведок Томасове опсесије згодним пољским дечаком, Владиславом Моесом. Томас је обрадио своје искуство у новели Смрт у Венецији (1912). 
Нацисти су спалили књиге Хајнриха Мана као „супротне немачком духу“ током злогласног спаљивања књига 10. маја 1933. године, које је подстакао тадашњи нацистички министар пропаганде Јозеф Гебелс.

## Каснији живот
Током 1930-их и касније у америчком егзилу, Манова књижевна популарност је опадала. Ипак, написао је Die Jugend des Königs Henri Quatre и Die Vollendung des Königs Henri Quatre о француском краљу Анрију IV као део егзилске књижевности. Два романа описују живот и значај веома контроверзног, али успешног и женскароша краља, који је на крају убијен. Ово дело је похвалио његов брат Томас Ман, који је говорио о „великом сјају и динамичној уметности“ дела. Радња, заснована на историји раног новог века Европе из француске перспективе, предвиђала је крај француско-немачког непријатељства, слично начину на који је краљ покушао да оконча верске ратове.
Његова друга жена, Нели Ман (1898–1944), убила се у Лос Анђелесу.
Хајнрих Ман је умро 11. марта 1950. године, шеснаест дана пре свог 79. рођендана, у Санта Моники, усамљен и без много новца, само неколико месеци пре него што се требао преселити у Источни Берлин да би постао председник Источнонемачке академије уметности. Његов пепео је касније однет у Источну Немачку и сахрањен је на гробљу Доротенштат у почасном гробу.

## Спољни линкови
- Медији везани за чланак Хајнрих Ман на Викимедијиној остави
- Heinrich Mann на сајту Пројекат Гутенберг (језик: енглески)
- Хајнрих Ман на сајту Internet Archive (језик: енглески)
- Новински исечци на тему  Хајнрих Ман у Новинским архивама 20. века Немачке националне библиотеке економије (ZBW)